# Basse-Ham
Pour les articles homonymes, voir Ham.
Basse-Ham (prononcé [bas am] ; en allemand Niederham) est une commune française située dans le département de la Moselle, en région Grand Est.
Ses habitants sont appelés les Hamois et Hamoises.

## Géographie
La commune est divisée en trois parties : 
- Haute-Ham ;
- Basse-Ham ;
- Basse-Ham quartier Saint-Louis.

### Hydrographie
La commune est située dans le bassin versant du Rhin au sein du bassin Rhin-Meuse. Elle est drainée par la Moselle, la Moselle canalisée et la Bibiche.
La Moselle, d’une longueur totale de 560 kilomètres, dont 315 kilomètres en France, prend sa source dans le massif des Vosges au col de Bussang et se jette dans le Rhin à Coblence en Allemagne.
La Moselle canalisée, d'une longueur totale de 135,2 km, prend sa source dans la commune de Pont-Saint-Vincent et se jette  dans la Moselle à Kœnigsmacker, après avoir traversé 61 communes.
La Bibiche, d'une longueur totale de 22,6 km, prend sa source dans la commune de Bettelainville et se jette  dans la Moselle sur la commune, après avoir traversé dix communes.

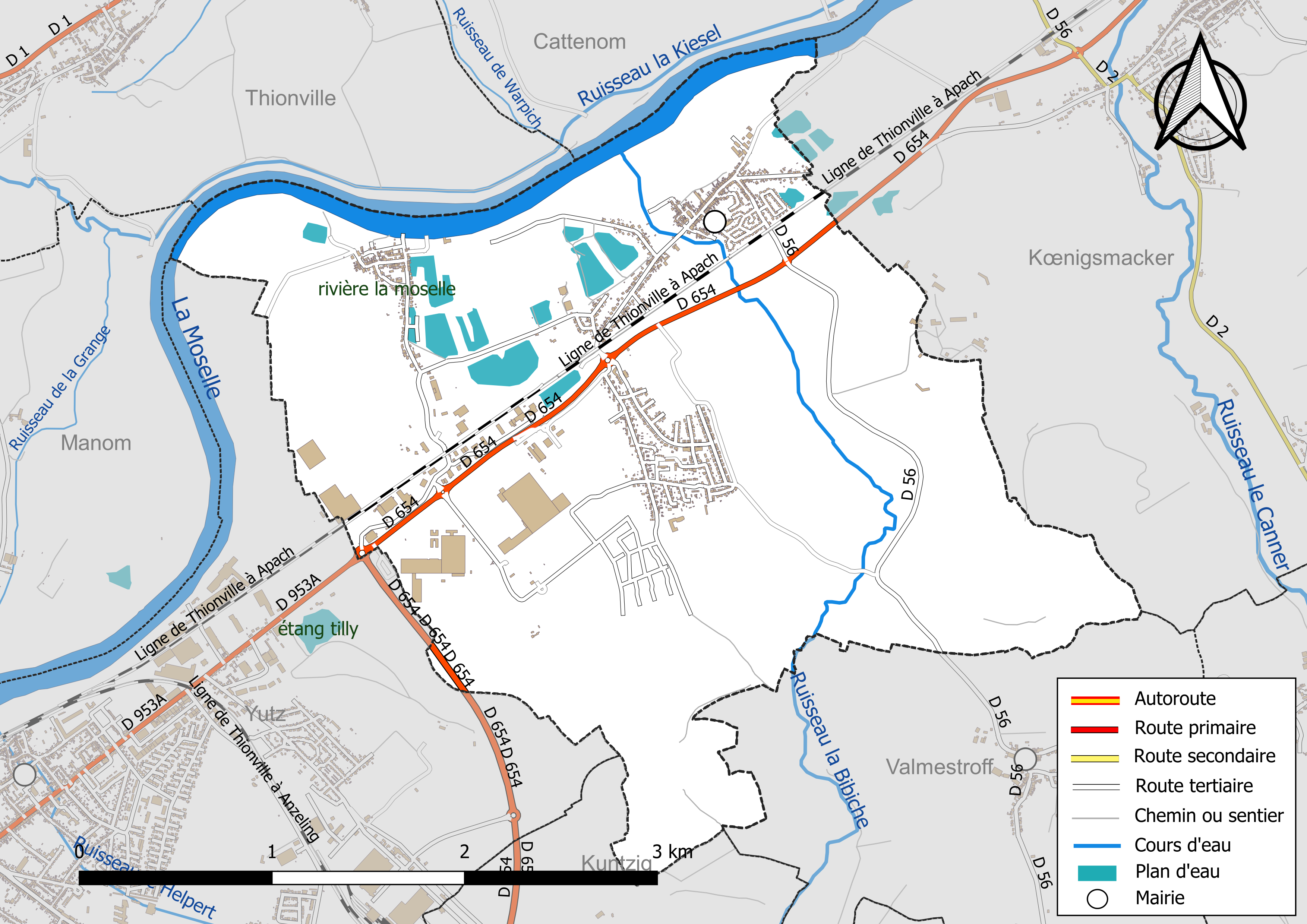
Réseaux hydrographique et routier de Basse-Ham.

La qualité de la Moselle, de la Moselle canalisée et du ruisseau la Bibiche peut être consultée sur un site dédié géré par les agences de l’eau et l’Agence française pour la biodiversité.

### Climat
Pour des articles plus généraux, voir Climat du Grand Est et Climat de la Moselle.
En 2010, le climat de la commune est de type climat des marges montargnardes, selon une étude du Centre national de la recherche scientifique s'appuyant sur une série de données couvrant la période 1971-2000. En 2020, Météo-France publie une typologie des climats de la France métropolitaine dans laquelle la commune est exposée à un climat semi-continental et est dans la région climatique  Lorraine, plateau de Langres, Morvan, caractérisée par un hiver rude (1,5 °C), des vents modérés et des brouillards fréquents en automne et hiver. 
Pour la période 1971-2000, la température annuelle moyenne est de 9,7 °C, avec une amplitude thermique annuelle de 17,1 °C. Le cumul annuel moyen de précipitations est de 813 mm, avec 12,4 jours de précipitations en janvier et 9,2 jours en juillet. Pour la période 1991-2020, la température moyenne annuelle observée sur la station météorologique de Météo-France la plus proche, « Malancourt », sur la commune d'Amnéville à 16 km à vol d'oiseau, est de 10,2 °C et le cumul annuel moyen de précipitations est de 884,1 mm. 
La température maximale relevée sur cette station est de 39,3 °C, atteinte le 25 juillet 2019 ; la température minimale est de −17,9 °C, atteinte le 5 janvier 1985,,. 
Les paramètres climatiques de la commune ont été estimés pour le milieu du siècle (2041-2070) selon différents scénarios d'émission de gaz à effet de serre à partir des nouvelles projections climatiques de référence DRIAS-2020. Ils sont consultables sur un site dédié publié par Météo-France en novembre 2022.

## Urbanisme

### Typologie
Au 1er janvier 2024, Basse-Ham est catégorisée bourg rural, selon la nouvelle grille communale de densité à sept niveaux définie par l'Insee en 2022.
Elle appartient à l'unité urbaine de Basse-Ham, une unité urbaine monocommunale constituant une ville isolée,. Par ailleurs la commune fait partie de l'aire d'attraction de Luxembourg (partie française), dont elle est une commune de la couronne,. Cette aire, qui regroupe 115 communes, est catégorisée dans les aires de 700 000 habitants ou plus (hors Paris),.

### Occupation des sols
L'occupation des sols de la commune, telle qu'elle ressort de la base de données européenne d’occupation biophysique des sols Corine Land Cover (CLC), est marquée par l'importance des territoires agricoles (49 % en 2018), en diminution par rapport à 1990 (59,8 %). La répartition détaillée en 2018 est la suivante : 
terres arables (29,3 %), forêts (23,8 %), prairies (16,6 %), zones industrielles ou commerciales et réseaux de communication (12,4 %), zones urbanisées (8,2 %), eaux continentales (6,6 %), zones agricoles hétérogènes (3,1 %), mines, décharges et chantiers (0,1 %). L'évolution de l’occupation des sols de la commune et de ses infrastructures peut être observée sur les différentes représentations cartographiques du territoire : la carte de Cassini (XVIIIe siècle), la carte d'état-major (1820-1866) et les cartes ou photos aériennes de l'IGN pour la période actuelle (1950 à aujourd'hui).

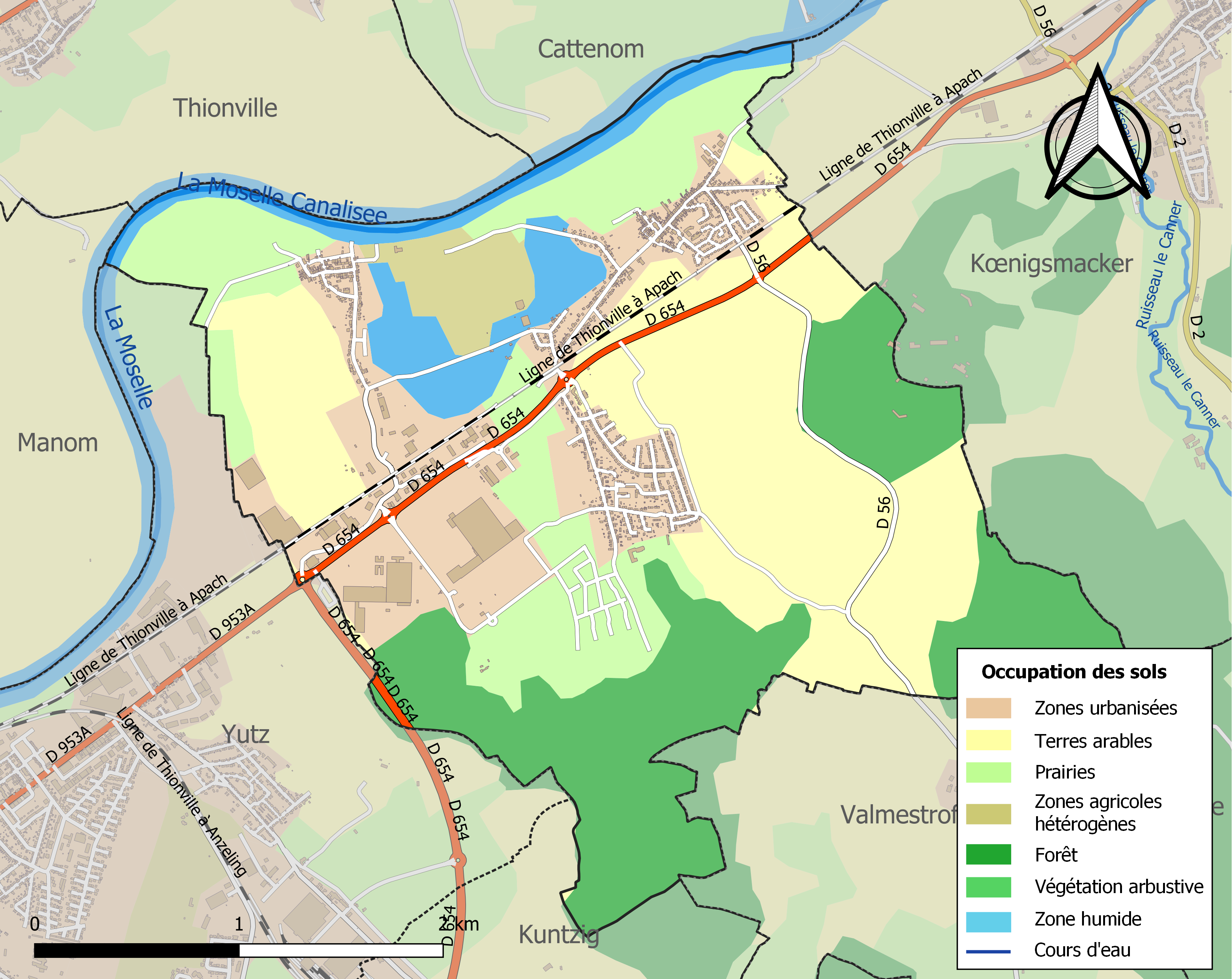
Carte des infrastructures et de l'occupation des sols de la commune en 2018 (CLC).

## Toponymie
Le terme d'origine germanique ham 'foyer' 'maison', est employé ailleurs en France, notamment en Normandie et en Picardie (cf. Le Ham : Toponymie). Il est à l'origine du vieux français ham 'chaumière', 'village' et du dérivé hamel > hameau.
Le mot français est très certainement un emprunt au normand ou au picard, dont l'étymon est l'anglo-saxon hām, 'foyer', 'maison', 'village' (ou le vieux frison hām et le vieux saxon hēm en picard).
L'étymon du « ham » lorrain est probablement le vieux francique *haim monophtongué en « ham », ce qui le distingue du vieux haut-allemand heim 'maison', 'patrie', 'propriété rurale' que l'on rencontre également en Lorraine.
Le germanique commun devait être *haimaz. cf. gotique haims 'village'.

### Basse-Ham
- Attesté sous la forme francique Nidherham en 1469, Hamen en 1594, Inderhem au XVIIe siècle, Hame en 1722[21].
- Niederham en allemand, Nidder-Ham en francique lorrain.

### Haute-Ham
- Ober-Ham en 1469, Hamen au XVIe siècle, OberHen ou Ober-Hen au XVIIe siècle[21].
- Oberham en allemand, Ower-Ham & Uewer-Ham en francique lorrain.

## Histoire
- Dépendait de l'ancienne province de Luxembourg.
- Village détruit par la guerre de Trente Ans, puis incendié en 1844.
- La gare de Basse-Ham (alors une simple station[22]) est mise en service le 15 mai 1878 par la Direction générale impériale des chemins de fer d'Alsace-Lorraine, lorsqu'elle ouvre à l'exploitation la ligne de Thionville à Trèves à voie unique[23].

## Politique et administration
| Période                                  | Période        | Identité          | Étiquette | Qualité                                                                                          |
| ---------------------------------------- | -------------- | ----------------- | --------- | ------------------------------------------------------------------------------------------------ |
| Les données manquantes sont à compléter. |                |                   |           |                                                                                                  |
| 1945                                     | mars 1971      | Louis Grainetier  | MRP       | Entrepreneur                                                                                     |
| mars 1971                                | mars 1989      | Jean Beck         |           | Visiteur de gare principal SNCF                                                                  |
| mars 1989                                | septembre 2017 | Jean-Marie Mizzon | DVD       | Chargé de mission Sénateur de la Moselle (depuis 2017) Président des maires ruraux de la Moselle |
| septembre 2017                           | En cours       | Bernard Veinnant  |           | Retraité de la SNCF                                                                              |

## Démographie
L'évolution du nombre d'habitants est connue à travers les recensements de la population effectués dans la commune depuis 1793. Pour les communes de moins de 10 000 habitants, une enquête de recensement portant sur toute la population est réalisée tous les cinq ans, les populations de référence des années intermédiaires étant quant à elles estimées par interpolation ou extrapolation. Pour la commune, le premier recensement exhaustif entrant dans le cadre du nouveau dispositif a été réalisé en 2005.

En 2022, la commune comptait 2 318 habitants, en évolution de +2,89 % par rapport à 2016 (Moselle : +0,52 %, France hors Mayotte : +2,11 %).
| 1793 | 1800 | 1806 | 1821 | 1836 | 1841 | 1861 | 1866 | 1871 |
| ---- | ---- | ---- | ---- | ---- | ---- | ---- | ---- | ---- |
| 477  | 497  | 521  | 576  | 693  | 724  | 721  | 736  | 700  |

| 1875 | 1880 | 1885 | 1890 | 1895 | 1900 | 1905 | 1910 | 1921 |
| ---- | ---- | ---- | ---- | ---- | ---- | ---- | ---- | ---- |
| 681  | 722  | 700  | 658  | 681  | 692  | 753  | 801  | 730  |

| 1926 | 1931 | 1936 | 1946 | 1954 | 1962  | 1968  | 1975  | 1982  |
| ---- | ---- | ---- | ---- | ---- | ----- | ----- | ----- | ----- |
| 853  | 837  | 877  | 675  | 735  | 1 329 | 1 895 | 2 016 | 2 141 |

| 1990  | 1999  | 2005  | 2006  | 2010  | 2015  | 2020  | 2022  | - |
| ----- | ----- | ----- | ----- | ----- | ----- | ----- | ----- | - |
| 1 986 | 1 883 | 2 053 | 2 113 | 2 250 | 2 262 | 2 221 | 2 318 | - |

## Culture locale et patrimoine

### Lieux et monuments

#### Édifices civils
- Site néolithique et gallo-romain.
- Base de loisirs, bords de la Moselle à Haute-Ham
  - Club d’aviron « La Yole Hamoise »
  - Club de voile « CAP 250 »
- Biennale mondiale de paramoteurs (prochaine les 22, 23 et 24 juin 2012) à Haute-Ham.
- Gymnase Marcel Hitz
- Nautic'Ham - Port fluviale et touristique - 90 anneaux[28]
- Camping Nautic'Ham
- Centre aquatique communautaire Hamelys[29]

#### Édifices religieux
- Église paroissiale Saint-Willibord néo-gothique à Basse-Ham, XVIIIe siècle, détruite en 1891 ; reconstruite de 1891 à 1893, endommagée en novembre 1944 par les bombardements ; restaurée de 1947 à 1952.
- Chapelle Saint-Marc à Haute Ham. Tour clocher XIIe siècle ; nef XVIIIe siècle ; détruite en 1955 avant la construction de la nouvelle chapelle Saint-Marc, rue de la chapelle.
- Chapelle Saint-Marc de Haute-Ham, construite de 1956 (date portée), à 1958 en remplacement de l’ancienne chapelle du XVe siècle située Grand'Rue, démolie en 1955.
- Chapelle Notre-Dame à Basse-Ham, XVIIIe siècle ; restaurée en 1765, porte la date.
- Calvaire à Haute Ham, rue de la Chapelle. Croix érigée en 1533 à la suite d’une grave épidémie de peste qui sévit à Haute Ham de 1530 à 1533 et fit 250 victimes. Elle se trouvait devant l'ancienne chapelle et a été déplacée.

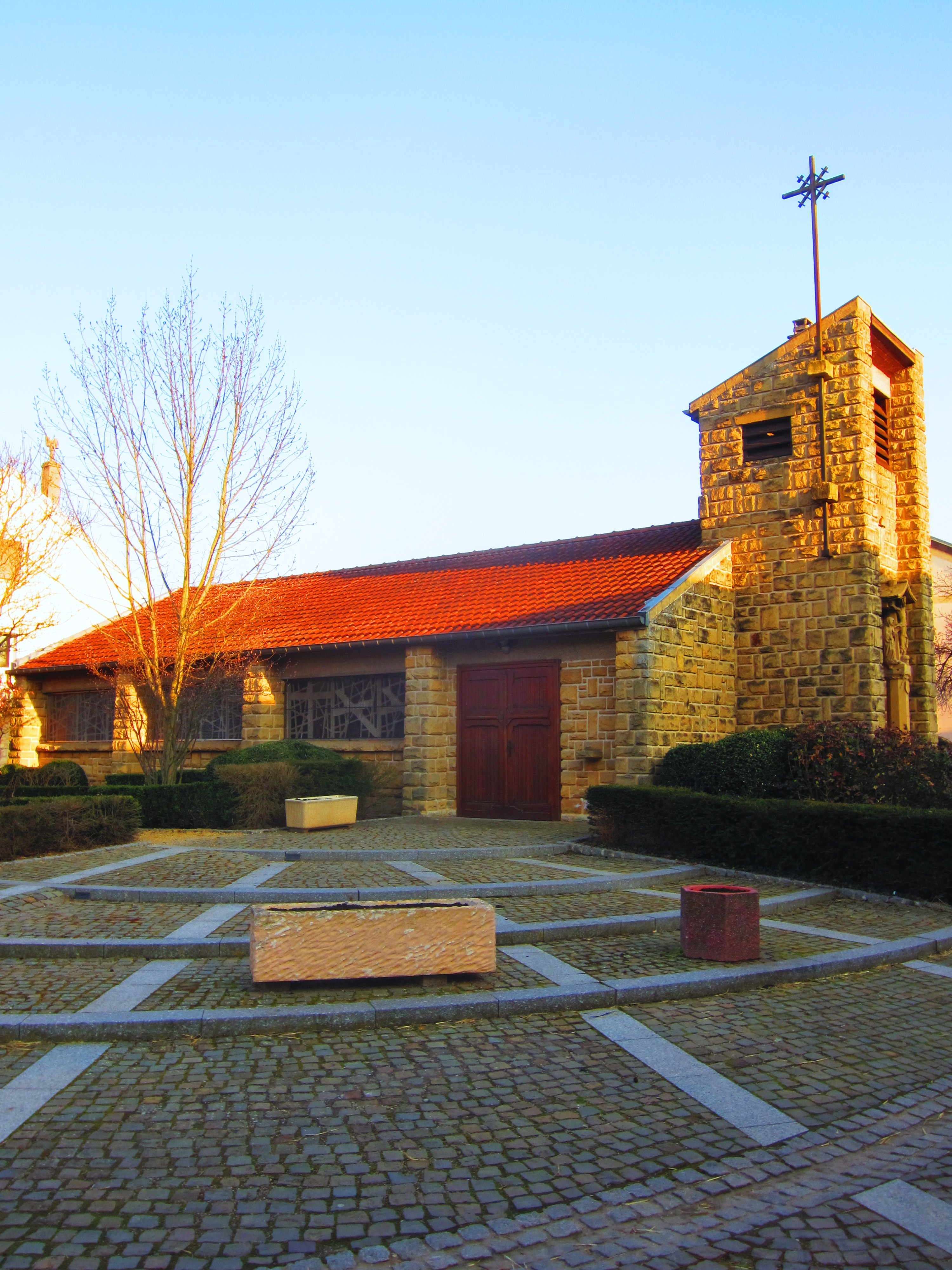
Chapelle Saint-Marc à Haute-Ham.
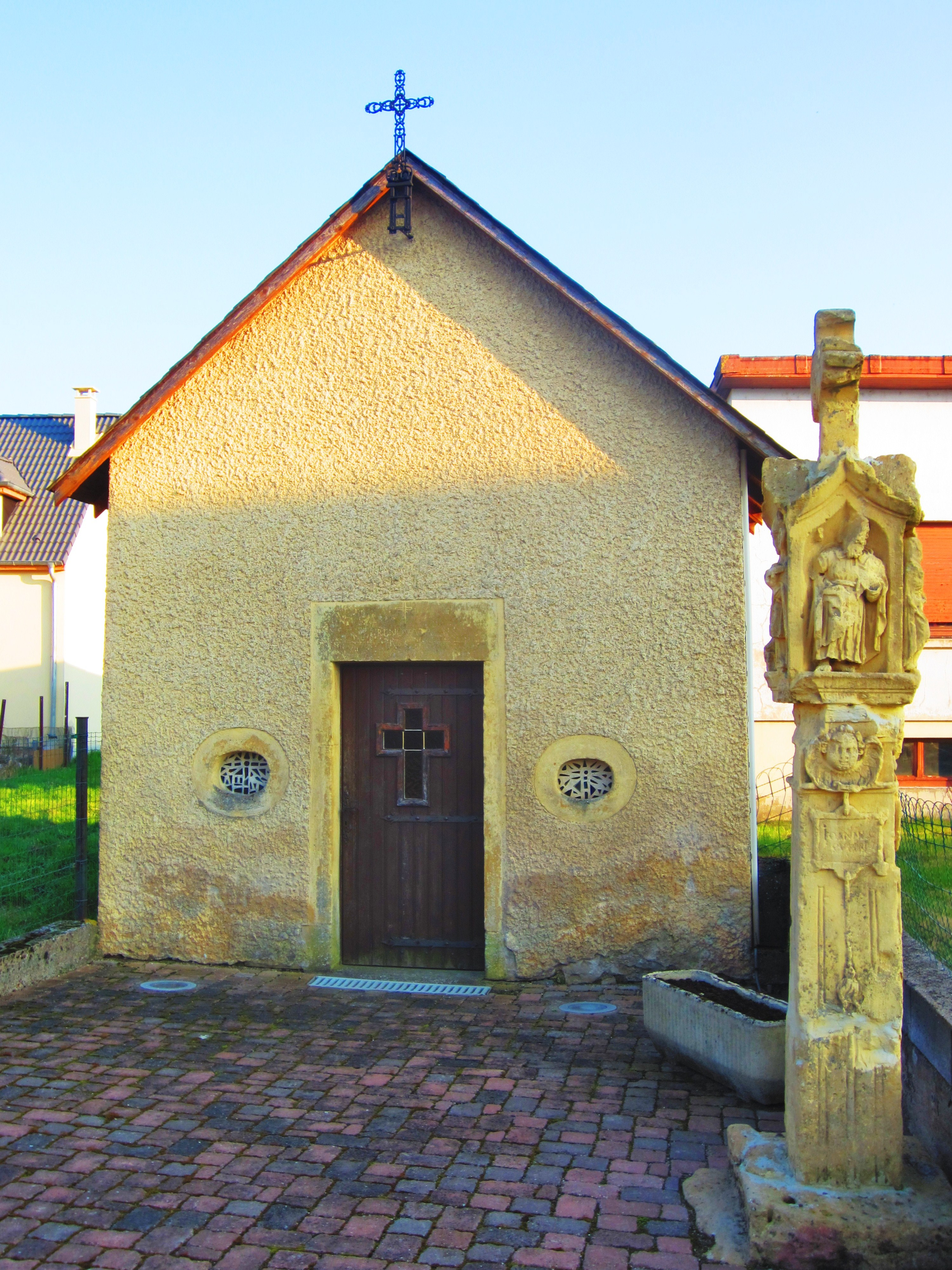
Chapelle Notre-Dame à Basse-Ham.

### Personnalités liées à la commune
- Daniel Laumesfeld (1955-1991), docteur en sociolinguistique, militant pour la défense du francique (Hemechtsland a Sprooch, puis Wei laang nach ?), musicien d'un groupe folklorique (Geeschte mat ?).
- Nés à Thionville en 1977, les musicologues Alexandre et Benoît Dratwicki, ont grandi à Basse-Ham ;
- Alexandre Menini (né en 1983 à Basse-Ham), joueur international français de rugby à XV qui évolue au poste de pilier.
- Marion Fiack (née le 13 octobre 1992 à Reims) est une athlète française spécialiste du saut à la perche ayant grandi à Basse-Ham.
- Eric Corbeyran, scénariste de B.D a grandi à Basse-Ham.

### Héraldique
| Blason de Basse-Ham | Blason  | De gueules à l'église d'argent.                  |
| Blason de Basse-Ham | Détails | Le statut officiel du blason reste à déterminer. |

## Pour approfondir